# Lucilia glabrata
Lucilia glabrata är en tvåvingeart som först beskrevs av Robineau-desvoidy 1863.  Lucilia glabrata ingår i släktet Lucilia och familjen spyflugor.
Artens utbredningsområde är Frankrike. Inga underarter finns listade i Catalogue of Life.